# Friedrich Waller
Friedrich (Fritz) Waller (18 maart 1920 - 15 februari 2004) was een Zwitsers bobsleeremmer. Waller won tijdens de Wereldkampioenschappen bobsleeën 1947 de wereldtitel in de viermansbob  en de zilveren medaille in de tweemansbob. Een jaar later won Waller in zijn thuisland de olympische titel in 1948 en een vierde plaats in de viermansbob. Een jaar later won Waller tijdens de Wereldkampioenschappen bobsleeën 1949 de gouden medaille in de tweemansbob en de bronzen medaille in de viermansbob.

## Resultaten
- Wereldkampioenschappen bobsleeën 1947 in Sankt Moritz  in de tweemansbob
- Wereldkampioenschappen bobsleeën 1947 in Sankt Moritz  in de viermansbob
- Olympische Winterspelen 1948 in Sankt Moritz  in de tweemansbob
- Olympische Winterspelen 1948 in Sankt Moritz 4e in de viermansbob
- Wereldkampioenschappen bobsleeën 1949 in Lake Placid  in de tweemansbob
- Wereldkampioenschappen bobsleeën 1949 in Lake Placid  in de viermansbob

1932: Hubert Stevens / Curtis Stevens ·
1936: Ivan Brown / Alan Washbond ·
1948: Felix Endrich / Friedrich Waller ·
1952: Andreas Ostler / Lorenz Nieberl ·
1956: Lamberto Dalla Costa / Giacomo Conti ·
1964: Anthony Nash / Robin Dixon ·
1968: Eugenio Monti / Luciano De Paolis ·
1972: Wolfgang Zimmerer / Peter Utzschneider ·
1976: Meinhard Nehmer / Bernhard Germeshausen ·
1980: Erich Schärer / Josef Benz ·
1984: Wolfgang Hoppe / Dietmar Schauerhammer ·
1988: Jānis Ķipurs / Vladimir Kozlov ·
1992: Gustav Weder / Donat Acklin ·
1994: Gustav Weder / Donat Acklin ·
1998: Günther Huber / Antonio Tartaglia en Pierre Lueders / David MacEachern ·
2002: Christoph Langen / Markus Zimmermann ·
2006: André Lange / Kevin Kuske ·
2010: André Lange / Kevin Kuske ·
2014: Beat Hefti / Alex Baumann ·
2018: Francesco Friedrich / Thorsten Margis en Justin Kripps / Alexander Kopacz ·
2022: Francesco Friedrich / Thorsten Margis